# Блакас
Блакас — общее название любого вида тесака или крупного ножа, происходящего с острова Бали, Индонезии, с массивным прямоугольным лезвием и прямой режущей кромкой, предназначенного для рубки. Длинная округлая рукоять часто сужается с одного или обоих концов. Лезвие нередко имеет причудливую форму и украшено инкрустированными узорами. Иногда такие ножи изготавливаются для церемониальных целей и используются парами вместе с голоком. Блакас является распространённым инструментом в быту балийцев и используется для кухонных работ, в садоводстве, а также в церемониальных целях.